# Polyommatus pampholyge
Polyommatus pampholyge är en fjärilsart som beskrevs av Johann Andreas Benignus Bergsträsser 1779. Polyommatus pampholyge ingår i släktet Polyommatus och familjen juvelvingar. Inga underarter finns listade i Catalogue of Life.